# سایاکا کاندا
سایاکا کاندا (به انگلیسی: Sayaka Kanda) (۱ اکتبر ۱۹۸۶ –  ۱۸ دسامبر ۲۰۲۱ ) بازیگر، خواننده، خواننده-ترانه‌سرا، صداپیشه، و تهیه‌کننده تلویزیونی اهل ژاپن بود که از سال ۱۹۹۹ میلادی فعالیت داشت.

## مرگ
در 18 دسامبر 2021، در طبقه چهاردهم هتلی در ساپورو، هوکایدو، در حالی که جسد سایاکا کاندا در خون به صورت دراز کش بود، پیدا شد و پس از انتقال به بیمارستان درگذشت.